# Nova Pazova (stacja kolejowa)
Nova Pazova (serbski: Нова Пазова) – stacja kolejowa w Novej Pazovie, w Wojwodinie, w okręgu sremskim, w Serbii.
Stacja znajduje się w południowo-wschodniej części miasta, na linii Belgrad-Subotica. Jest obsługiwana przez pociągi podmiejskie Beovoz.

## Linie kolejowe
- Belgrad – Subotica